# 6738 Tanabe
6738 Tanabe este un asteroid din centura principală de asteroizi.

## Descriere
6738 Tanabe este un asteroid din centura principală de asteroizi. A fost descoperit pe 20 martie 1993 la Kitami de Kin Endate și Kazuro Watanabe. El prezintă o orbită caracterizată de o semiaxă mare de 2,34 ua, o excentricitate de 0,16 și o înclinație de 0,5° în raport cu ecliptica.